# Piotr Rytlewski
Piotr Paweł Rytlewski – polski inżynier, dr hab. nauk technicznych, profesor uczelni Instytutu Inżynierii Materiałowej Uniwersytetu Kazimierza Wielkiego w Bydgoszczy.

## Życiorys
4 czerwca 2008 obronił pracę doktorską Laserowe modyfikowanie warstwy wierzchniej wybranych materiałów polimerowych, 20 stycznia 2016 habilitował się na podstawie pracy zatytułowanej Procesy fizykochemiczne zachodzące w materiałach polimerowych pod wpływem promieniowania laserowego: zmiana właściwości adhezyjnych oraz przygotowanie powierzchni do metalizowania. Został zatrudniony na stanowisku adiunkta w Instytucie Inżynierii Materiałów Polimerowych i Barwników, oraz w Instytucie Techniki na Wydziale Matematyki, Fizyki i Techniki Uniwersytetu Kazimierza Wielkiego.
Jest profesorem uczelni w Instytucie Inżynierii Materiałowej Uniwersytetu Kazimierza Wielkiego w Bydgoszczy.